# Simulium earlei
Simulium earlei är en tvåvingeart som beskrevs av Vargas och Najera 1946. Simulium earlei ingår i släktet Simulium och familjen knott. Inga underarter finns listade i Catalogue of Life.